# エリーザベト・フェルスター＝ニーチェ

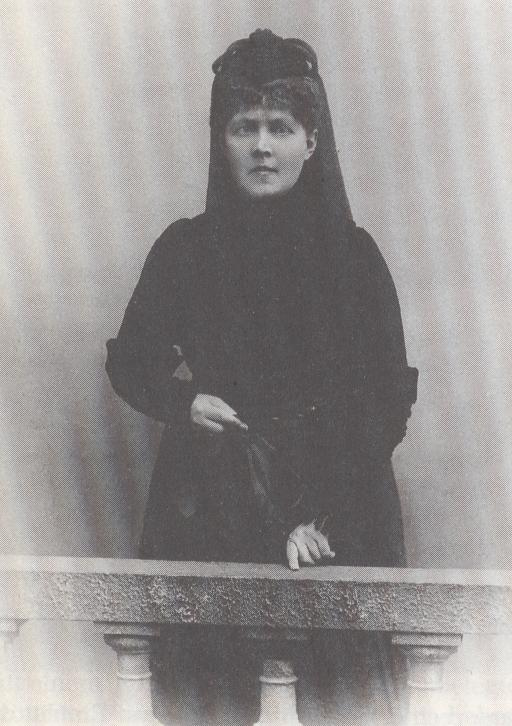
エリーザベト・フェルスター＝ニーチェ、1894年頃

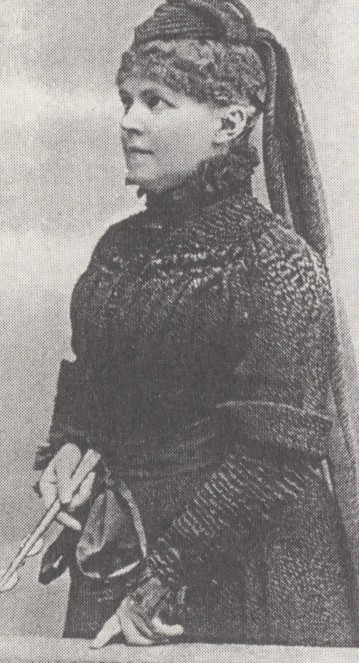
エリーザベト・フェルスター＝ニーチェ、1894年頃

テレーゼ・エリーザベト・アレクサンドラ・フェルスター＝ニーチェ（Therese Elisabeth Alexandra Förster-Nietzsche, 1846年7月10日 - 1935年11月8日）は、ドイツの代表的な哲学者フリードリヒ・ニーチェの妹。ドイツ民族主義者で反ユダヤ主義者。1894年にニーチェ文庫を設立した。

## 経歴
ライプツィヒ近郊の小村レッツェン・バイ・リュッケンにあるルター派の裕福な牧師で元教師の父カール・ルートヴィヒと母フランツィスカとの間の娘として生まれた。彼女の2歳年下の弟にルートヴィヒ・ヨーゼフがいたが、1850年にわずか2歳で早世した。前年の1849年には、父カール・ルートヴィヒも頭の怪我が原因で脳溢血を起こして若死した。
兄フリードリヒとは幼年時代から仲睦まじく、友好関係は成人後もしばらく続いた。しかし1885年、エリーザベトがベルンハルト・フェルスター（元高校教師で狂信的な反ユダヤ主義煽動家）と結婚してからは、兄とは疎遠になった。
フェルスターは「純粋な」アーリア人の社会を新世界に創ろうと企て、その理想の実現のためにはパラグアイが適していると考えて、かの地に入植地を築いた。フェルスター夫妻の説得によって14戸のドイツ人家族がこのコロニー「新ゲルマニア」に参加することとなり、1887年2月15日にドイツを出発した。
しかし、この計画は成功しなかった。地質がドイツ式の農業に適さなかった上、疫病が流行したためである。さらにドイツからの移住にはあまりに不便な地理条件が追い討ちをかけた。巨額の負債を抱えたフェルスターは、1889年6月3日に服毒自殺を遂げた。4年後にはエリーザベトもコロニーを去ってドイツに帰国し、二度と戻らなかった。ただしこのコロニー自体は現存している。

## 兄の死とその晩年
1889年、兄フリードリヒは発狂した。彼が死んだのは1900年のことである。
エリーザベトがドイツに戻ったとき、フリードリヒは病に苦しんでいたものの、その著作は全欧で読まれ始め、注目の的になり始めた最中だった。このためエリーザベトは兄の宣伝において主導的な役割を演じたものの、彼の思想の一部分を歪めてしまった。特に、彼の遺稿を『権力への意志』の題名でまとめて誤解を招いたのはエリーザベトの責任である。
1930年、エリーザベトはナチ党の支援者となった。1933年にヒトラーとナチ党が権力を掌握すると、ニーチェ文庫は資金と広報の面で政府から援助を受けるようになった。その見返りとしてエリーザベトは兄の名声をナチ党に利用させた。1935年の彼女の葬儀には、ヒトラーや複数のナチ高官が出席していた。